# Feldflieger-Abteilung 15
Feldflieger-Abteilung Nr. 15 – FFA 15 jednostka obserwacyjna i rozpoznawcza lotnictwa niemieckiego Luftstreitkräfte z początkowego okresu I wojny światowej.

## Informacje ogólne
W momencie wybuchu I wojny światowej z dniem 1 sierpnia 1914 roku została utworzona we Fliegerersatz Abteilung Nr 8 i weszła w skład większej jednostki 3 Kompanii Batalionu Lotniczego Nr 2 w Królewcu. W sierpniu została przyporządkowana VIII Armii (von Prittwitz u. Gaffron), 20 Armee-Korps.
Pierwszym dowódcą jednostki został kapitan Hans Donat.
15 stycznia 1917 roku jednostka została przeformowana i zmieniona we Fliegerabteilung 15 – (FA 15).
W jednostce służyli m.in. Gustav Tweer, Elard Baron von Loewenstern.

## Dowódcy eskadry
| Stopień | Nazwisko   | Okres                   |
| ------- | ---------- | ----------------------- |
| Kapitan | Hans Donat | 01.08.1914 – 20.07.1915 |